# Пуща (Хорватия)
Пуща (хорв. Pušća) — община в Хорватии, входит в Загребскую жупанию. Община включает 8 населённых пунктов. По данным 2001 года, в ней проживало 2484 человека. Общая площадь общины составляет 18,2 км².